# Adam Berkhoel
Adam Berkhoel (* 16. Mai 1981 in St. Paul, Minnesota) ist ein ehemaliger US-amerikanischer Eishockeytorwart, der zuletzt bei den Wilkes-Barre/Scranton Penguins in der American Hockey League unter Vertrag stand.

## Karriere
Adam Berkhoel begann seine Karriere 1999 in der US-amerikanischen Juniorenliga USHL bei den Twin City Vulcans. Nach guten Leistungen wurde er von den Chicago Blackhawks im NHL Entry Draft 2000 in der achten Runde an Position 240 ausgewählt. In den folgenden vier Jahren besuchte er die University of Denver und gewann mit deren Eishockeyteam 2004 die nationale Collegemeisterschaft der NCAA.
Im Juni 2004 wurden seine Rechte von den Chicago Blackhawks zu den Atlanta Thrashers transferiert und er spielte die Saison 2004/05 bei deren Farmteams Chicago Wolves aus der American Hockey League und Gwinnett Gladiators aus der ECHL. Im Spieljahr 2005/06 kam er wieder hauptsächlich für die Farmteams zum Einsatz, wurde aber auch neun Mal von den Thrashers in der NHL eingesetzt.
Im Sommer 2006 unterschrieb er einen Einjahresvertrag bei den Buffalo Sabres. Doch auch hier kam er nur für die Farmteams der AHL und ECHL zum Einsatz. Im Juli 2007 verpflichteten ihn die Detroit Red Wings für deren AHL-Farmteam Grand Rapids Griffins, wo er in der Saison 2007/08 als Ersatztorhüter von Jimmy Howard auf 31 Einsätze kam.
Nachdem sein Vertrag ausgelaufen war, unterschrieb er im August 2008 beim AHL-Team Wilkes-Barre/Scranton Penguins einen Kontrakt. Bei den Penguins kam er in seiner ersten Saison als Ersatztorhüter hinter John Curry regelmäßig zum Einsatz. Als Berkhoel in der Saison 2009/10 nur noch dritter Torhüter in Wilkes-Barre war, erhielt er Spielpraxis bei den Wheeling Nailers aus der ECHL. Als zum Saisonende sein Vertrag auflief, verlängerte das Management der Penguins diesen nicht.

## Erfolge und Auszeichnungen
| - 2000 USHL All-Rookie Team - 2000 USHL Second All-Star Team - 2004 NCAA-Division-I-Championship mit der University of Denver - 2004 NCAA Championship All-Tournament Team - 2004 NCAA Championship Tournament MVP | - 2007 Teilnahme am ECHL All-Star Game - 2007 ECHL All-Star Game MVP - 2007 ECHL First All-Star Team - 2007 ECHL Goaltender of the Year |